# Bert Patenaude
Joseph Bertrand Arthur Patenaude (Fall River, 4 novembre 1909 – Fall River, 4 novembre 1974) è stato un calciatore statunitense, di ruolo attaccante.

## Carriera
Ai Campionati mondiali del 1930 svoltisi in Uruguay, gli americani vinsero entrambe le partite del girone di qualificazione col risultato di 3-0, la prima col Belgio (il 13 luglio), la seconda col Paraguay (il 17 luglio). In occasione di quest'ultima partita Patenaude segnò la prima tripletta nella storia dei Mondiali di calcio.

## Statistiche

### Cronologia presenze e reti in Nazionale
| Cronologia completa delle presenze e delle reti in nazionale ― Stati Uniti | Cronologia completa delle presenze e delle reti in nazionale ― Stati Uniti | Cronologia completa delle presenze e delle reti in nazionale ― Stati Uniti | Cronologia completa delle presenze e delle reti in nazionale ― Stati Uniti | Cronologia completa delle presenze e delle reti in nazionale ― Stati Uniti | Cronologia completa delle presenze e delle reti in nazionale ― Stati Uniti | Cronologia completa delle presenze e delle reti in nazionale ― Stati Uniti | Cronologia completa delle presenze e delle reti in nazionale ― Stati Uniti |
| Data                                                                       | Città                                                                      | In casa                                                                    | Risultato                                                                  | Ospiti                                                                     | Competizione                                                               | Reti                                                                       | Note                                                                       |
| -------------------------------------------------------------------------- | -------------------------------------------------------------------------- | -------------------------------------------------------------------------- | -------------------------------------------------------------------------- | -------------------------------------------------------------------------- | -------------------------------------------------------------------------- | -------------------------------------------------------------------------- | -------------------------------------------------------------------------- |
| 13-7-1930                                                                  | Montevideo                                                                 | Stati Uniti                                                                | 3 – 0                                                                      | Belgio                                                                     | Mondiali 1930 - 1º turno                                                   | 1                                                                          |                                                                            |
| 17-7-1930                                                                  | Montevideo                                                                 | Stati Uniti                                                                | 3 – 0                                                                      | Paraguay                                                                   | Mondiali 1930 - 1º turno                                                   | 3                                                                          |                                                                            |
| 26-7-1930                                                                  | Montevideo                                                                 | Argentina                                                                  | 6 – 1                                                                      | Stati Uniti                                                                | Mondiali 1930 - Semifinale                                                 | -                                                                          |                                                                            |
| 17-8-1930                                                                  | Rio de Janeiro                                                             | Brasile                                                                    | 4 – 3                                                                      | Stati Uniti                                                                | Amichevole                                                                 | 2                                                                          |                                                                            |
| Totale                                                                     |                                                                            | Presenze                                                                   | 4                                                                          |                                                                            | Reti                                                                       | 6                                                                          |                                                                            |